# Academia de Arte de Cincinnati
La Academia de Arte de Cincinnati (en inglés: Art Academy of Cincinnati) es una universidad privada de arte y diseño en Cincinnati, Ohio, acreditada por la Asociación Nacional de Escuelas de Arte y Diseño. Fue fundada como la Escuela de Diseño McMicken en 1869, y era un departamento de la Universidad de Cincinnati, y más tarde, en 1887, se convirtió en la Academia de Arte de Cincinnati, la escuela del Museo de Arte de Cincinnati.
En 1998, la Academia de Arte de Cincinnati se separó legalmente del museo y se convirtió en una facultad independiente de arte y diseño. Los títulos otorgados son el Asociado en Ciencias en Diseño Gráfico; la Licenciatura en Bellas Artes en Escritura Creativa, Diseño, Ilustración, Pintura y Dibujo, Fotografía, Medios Impresos y Escultura; y la Maestría en Artes en Educación Artística, que se imparte durante los semestres de verano.
La Academia de Arte se mudó a sus instalaciones actuales en 1212 Jackson St. en el vecindario de Over-the-Rhine en el otoño de 2005. Esta mudanza ha sido fundamental en la revitalización y renovación de Over-the-Rhine como distrito artístico. La nueva instalación brinda acceso las 24 horas para los estudiantes con seguridad las 24 horas. Los estudiantes tienen espacios de estudio garantizados en los años Junior y Senior. El edificio 12th y Jackson St. también tiene un atrio al aire libre, que conecta dos edificios anteriormente separados, espacios de aulas ampliados, laboratorios de computación, un área común para estudiantes, sala de conferencias y Centro de Servicios de Aprendizaje. En 2008, las instalaciones de la Academia de Arte recibieron Liderazgo en Diseño de Energía y Medio Ambiente (LEED) Certificación Green Building por parte del United States Green Building Council (USGBC).
Se requiere vivienda AAC para los estudiantes de primer año de la Academia de Arte de fuera de la ciudad en las Instalaciones de Vivienda de la Academia en la esquina cercana de las calles 12th y Vine. Los espacios también están disponibles para los estudiantes locales de primer año. Doce suites para 28 estudiantes están disponibles cada una con cocinas totalmente equipadas y con lavadora y secadora. Un asesor residente también está disponible y vive en las instalaciones.

## Alumnos y profesores notables
- Wilbur G. Adam (1898–1973) dividió su carrera entre Cincinnati y Chicago y es más conocido como retratista y por sus paisajes del oeste de los Estados Unidos.
- Josef Albers (1888-1976) fue un artista y educador estadounidense nacido en Alemania cuyo trabajo, tanto en Europa como en los Estados Unidos, formó la base de los programas de educación artística moderna del siglo XX. Enseñó en la Academia de Arte de Cincinnati en 1949.
- Paul Chidlaw (1900–1989) fue un pintor estadounidense moderno e instructor durante mucho tiempo en la Academia. Chidlaw Gallery lleva su nombre.
- Petah Coyne, es una escultora y artista de instalaciones reconocida internacionalmente.
- Jenny Eakin Delony (también conocida como Jenny Delony, Jenny Meyrowitz, Jenny Eakin Delony Rice) (1866-1949) fue una pintora y educadora estadounidense. Se especializó en retratos, pero sus temas también incluían miniaturas, paisajes, vida salvaje, bodegones y géneros.
- Frank Duveneck (1848-1919) fue un pintor de figuras y retratos estadounidense que enseñó en la Academia de Arte durante la década de 1890 y luego se convirtió en su presidente. En particular, luchó con la administración del Museo de Arte de Cincinnati por el derecho de los estudiantes a estudiar directamente del modelo desnudo en vivo.
- Frances Farrand Dodge (1878-1969) fue una artista y profesora estadounidense, apreciada por la crítica por su hábil dominio de todos los medios, a saber, óleo, lápiz, aguafuerte y acuarelas.
- James Flora (1914-1998) ilustrador de portadas de álbumes idiosincrásico para RCA Victor y Columbia Records durante las décadas de 1940 y 1950, ilustrador comercial, artista plástico y autor/ilustrador de diecisiete libros populares para niños
- Tim Folzenlogen es un pintor realista contemporáneo residente en la ciudad de Nueva York.
- Daniel Garber (1880–1958) fue un paisajista estadounidense y miembro de la colonia de arte de New Hope, Pensilvania.
- Marie Bruner Haines (1885-1979), pintora e ilustradora
- Charley Harper (1922–2007) fue un artista modernista estadounidense con sede en Cincinnati, más conocido por sus grabados, carteles e ilustraciones de libros de vida silvestre altamente estilizados.
- Eli Harvey (1860-1957), escultor, pintor y animalero estadounidense .
- Maud Hunt Squire (1873-1954), pintora y grabadora estadounidense.
- Edna Boies Hopkins (1872-1937), artista estadounidense de grabados en madera.
- Louise Lawson (1860–1899), escultora estadounidense.
- Noel Martin, diseñador gráfico que revolucionó los estándares tipográficos y de publicación para los museos estadounidenses, y más tarde profesor en la Academia de Arte de Cincinnati, así como en la Universidad de Cincinnati.
- Lewis Henry Meakin (1850-1917)
- Lê Hiền Minh (nacido en 1979), artista de instalación
- Myra Musselmann-Carr (n. 1880) fue una escultora que expuso en el Armory Show en 1913.
- Frank Harmon Myers (1899-1956) fue un pintor estadounidense. Su trabajo incluye una variedad de temas, pero es más conocido por sus paisajes marinos.
- Thomas Satterwhite Noble (1835-1907) fue un pintor y profesor estadounidense.
- Elizabeth Nourse (1859-1938) Pintora realista y de género que luego se estableció en París. Conocida por sus representaciones de mujeres campesinas.
- Roy Cleveland Nuse (1885-1975) fue un artista impresionista de Pensilvania y un maestro respetado en la Academia de Bellas Artes de Pensilvania.
- Ruthe Katherine Pearlman (1913-2007), artista y educadora radicada en Cincinnati que trabajó con Art Beyond Boundaries[2] desde sus inicios en 2005, la galería Pearlman lleva su nombre.
- Louis Rebisso (1837-1899) escultor y profesor cuyos alumnos en CAA incluyeron a William Jacob Baer, Solon Borglum, Janet Scudder, Mary Chase Perry, Louise Lawson y Eli Harvey.
- John Ruthven (n. 1927) Artista estadounidense conocido por sus pinturas de vida silvestre.
- Paul Sawyier (1865–1917) fue un artista de Kentucky e impresionista estadounidense.
- Joseph Henry Sharp, (1873-1892), fue uno de los seis miembros fundadores de la Sociedad de Artistas de Taos .
- Mary Given Sheerer (1865-1954), ceramista e instructora afiliada a Newcomb Pottery .
- Harry Shokler (1896–1978) fue un artista estadounidense del siglo XX conocido por sus pinturas al óleo y serigrafías .
- Julian Stanczak, es un pintor abstracto reconocido internacionalmente, fundador del movimiento Op Art.
- Tony Tasset (n. 1960), artista multimedia estadounidense.
- Edward Charles Volkert (1871–1935), pintor posimpresionista de Cincinnati conocido por sus pinturas de ganado al óleo y acuarelas de la colonia de arte Old Lyme.
- John Ellsworth Weis (1892-1962) graduado y miembro de la facultad
- Tom Wesselmann (23 de febrero de 1931-17 de diciembre de 2004) artista pop de la serie de pinturas The Great American Nude .

## Galerías
La universidad cuenta con tres galerías públicas que ofrecen exhibiciones de arte cambiantes, la Galería Pearlman, la Galería Chidlaw y la Galería Convergys. Las exhibiciones incluyen artistas emergentes y profesionales, estudiantes, profesores y exalumnos.